# Fancy Gap
Fancy Gap – jednostka osadnicza w Stanach Zjednoczonych, w stanie Wirginia, w hrabstwie Carroll.